# Jimmy Wang Yu
Wang Yu (prononcé : /wǎŋ ỳ/), aussi connu sous le nom de Jimmy Wang ou Jimmy Wang Yu (en chinois : 王羽 ; pinyin : Wáng Yǔ ; cantonais Jyutping : Wong4 Jyu5), noms de scène de Wang Zhengquan, est un acteur et réalisateur taïwanais né le 28 mars 1943 à Shanghai en Chine et mort le 5 avril 2022 à Taipei (Taïwan).
Il jouit d'une certaine popularité en France au cours des années 1970, son nom étant fréquemment artificiellement ajouté aux titres de ses films dans un but promotionnel par les distributeurs (Wang Yu fait rougir le fleuve jaune, Wang Yu n'a pas de pitié pour les canards boiteux, Le Bras vengeur de Wang Yu, etc.).

## Biographie
Né à Wuxi dans le Jiangsu le 28 mars 1943, Jimmy Wang Yu émigre à Taïwan avec ses parents après le repli sur l'île des forces républicaines et l'établissement du régime communiste en Chine continentale. Après son service militaire à Taïwan, il remporte plusieurs compétitions de natation et de water-polo avant d'être engagé par le studio hongkongais Shaw Brothers en 1963 à la suite d'un concours. Il devient le premier acteur fétiche du réalisateur montant Zhang Che, étant le premier à incarner (à partir du Trio magnifique) le nouveau type de héros développé par ce dernier, un Saint-Sébastien des arts martiaux viril et tourmenté se voyant infliger d'atroces souffrances se terminant dans un pandémonium orgiaque de violence homoérotique arrosée d'hémoglobine. Il incarne cependant dans ses trois premiers films à gros budget (la trilogie Temple of the Red Lotus) un personnage relativement effacé et émasculé, écrasé par la prédominance des personnages féminins. Il tourne parallèlement des films non apparentés au genre du wuxia, comme un film d'espionnage dérivé de James Bond (Asia-Pol), ou des comédies dramatiques (Auntie Lan, My Son).
Le succès du film Un seul bras les tua tous consacre son statut de star.
En 1970, il parvient à persuader le producteur Run Run Shaw de le laisser écrire et diriger son premier film, La Vengeance du tigre, considéré comme un film clé de l'évolution du cinéma d'action asiatique et qui se classe à la première position dans le classement des recettes des films hongkongais de 1970.
Il rompt ensuite son contrat avec la Shaw et cherche à voler de ses propres ailes, en recyclant souvent les formules qui avaient fait son succès, mais sa carrière décline progressivement. Il cesse de réaliser à partir de 1980, après une série de scandales dont des soupçons d'implication dans un meurtre, mais continue de jouer.

### Vie médiatico-privée
Jimmy Wang Yu entame à la fin des années 1960 une liaison adultère avec l'actrice vedette Lin Tsui, qui tombe enceinte fin 1967 et qu'il épouse en 1969 après le suicide le 15 juin, dans les locaux de la Shaw Brothers, du mari de cette dernière, le réalisateur Qin Jian, ce qui fait scandale. Ils ont trois filles, dont la chanteuse Linda Wong (1968-), et divorcent en 1975.

## Filmographie partielle

### Comme acteur
- 1965 : Temple of the Red Lotus
- 1965 : The Twin Swords
- 1966 : Le Trio magnifique (Magnificent Trio)
- 1966 : Tiger Boy
- 1967 : The Assassin
- 1967 : Trail of the Broken Blade
- 1967 : Asia-Pol
- 1967 : The Sword and the Lute
- 1967 : Un seul bras les tua tous  (One-Armed Swordsman)
- 1968 : The Sword of Swords
- 1968 : Le Retour de l'Hirondelle d'or  (The Golden Swallow)
- 1969 : Le Bras de la vengeance  (One-Armed Swordsman Return)
- 1970 : My Son
- 1970 : La Vengeance du tigre
- 1971 : Le Boxeur manchot (Du bei chuan wang)
- 1971 : The Desperate Chase
- 1971 : The Professional Killer
- 1971 : Morale and Evil
- 1971 : La Fureur du manchot
- 1971 : Magnificent Chivalry
- 1971 : The Last Duel de Hsu Tseng-Hung (d)[9]
- 1972 : The Invincible
- 1972 : L'Épée de la puissance (Invincible Sword )
- 1972 : Furious Slaughter
- 1972 : Chow Ken
- 1972 : The Adventure
- 1972 : Shogun Saints
- 1972 : Wang Yu n'a pas de pitié pour les canards boîteux (Royal Fist)
- 1972 : Wang Yu et Miss Karate se déchaînent (Lion's Heart)
- 1973 : Black Friday
- 1973 : La Revanche de Wang Yu
- 1973 : Knight Errant
- 1973 : Le Bras vengeur de Wang Yu
- 1973 : Beach of the War Gods (Zhan shen tan)
- 1973 : Les 2 intrépides du karaté (The Two Cavaliers)
- 1973 : King of Boxers
- 1973 : Ten Fingers of Steel
- 1973 : Boxers of Loyalty and Righteousness
- 1973 : The Tattooed Dragon
- 1973 : La Reine du karaté
- 1973 : Wang Yu fait rougir le fleuve Jaune
- 1974 : My Father, My Husband, My Son
- 1974 : The Iron Man
- 1974 : The Hero
- 1974 : Les 4 karatékas de l'apocalypse (Four Real Friends)
- 1975 : A Cookbook of Birth Control
- 1975 : L'Homme de Hong Kong (The Man from Hong Kong)
- 1975 : The Gallant
- 1975 : Great Hunter
- 1976 : A Queen's Ransom
- 1976 : La Vengeance de l'homme à un seul bras
- 1976 : One Armed Swordsmen
- 1976 : The Killer Meteors
- 1976 : Rage of the Masters
- 1976 : Le Bras armé de Wang Yu contre la guillotine volante (Du bi quan wang da po xue di zi)
- 1976 : Tiger and Crane Fist
- 1977 : The Criminal
- 1977 : Brotherly Love
- 1977 : One Arm Chivalry Fights Against One Arm Chivalry
- 1977 : Lantern Street
- 1977 : Deadly Silver Spear
- 1977 : Karaté à mort pour une poignée de soja (Shen quan da zhan kuai qiang shou)
- 1978 : Blood of the Dragon
- 1978 : Point of the Finger of Death
- 1978 : Big Leap Forward
- 1979 : Ma Su Chen
- 1979 : The Battle of Guningtou
- 1979 : Prisonniers de Mao
- 1982 : Revenge of Kung Fu Mao
- 1983 : La Mission fantastique de Kevin Chu, lieutenant Don Wen
- 1984 : Shanghai 13
- 1986 : Shanghaï Express
- 1990 : Island of Fire
- 1991 : Il était une fois en Chine
- 1992 : Shogun and Little Kitchen (zh) (Huo tou fu xing)
- 1992 : Requital
- 1993 : Beheaded 1000
- 1995 : Cinema of Vengeance
- 2011 : Swordsmen
- 2013 : Soul de Chung Mong-hong

### Comme réalisateur
- 1970 : Long hu dou
- 1971 : Hei bai dao
- 1972 : Le Boxeur manchot (Du bei chuan wang)
- 1973 : Beach of the War Gods (Zhan shen tan)
- 1973 : Wang Yu fait rougir le fleuve Jaune (Da dao)
- 1974 : Si da tian wang
- 1975 : L'Homme de Hong Kong (The Man from Hong Kong)
- 1976 : Du bi shuang xiong
- 1976 : Le Bras armé de Wang Yu contre la guillotine volante (Du bi quan wang da po xue di zi)
- 1976 : Le Tigre indomptable (Hu hao shuang xing)
- 1977 : Le Doigt de Wang Yu (Du bi dao da zhan du bi dao)
- 1977 : Karaté à mort pour une poignée de soja (Shen quan da zhan kuai qiang shou)